# Ожівська сільська рада
Ожі́вська сільська́ ра́да — адміністративно-територіальна одиниця та орган місцевого самоврядування в Сокирянському районі Чернівецької області. Адміністративний центр — село Ожеве.

## Загальні відомості
- Населення ради: 1 118 осіб (станом на 2001 рік)

## Населені пункти
Сільській раді підпорядковані населені пункти:
- с. Ожеве

## Склад ради
Рада складається з 16 депутатів та голови.
- Голова ради: Шевчук Раїса Миколаївна

### Керівний склад попередніх скликань
| Прізвище, ім'я, по батькові | Основні відомості                                                                                  | Дата обрання | Дата звільнення |
| --------------------------- | -------------------------------------------------------------------------------------------------- | ------------ | --------------- |
| Шевчук Раїса Миколаївна     | Сільський голова, 1967 року народження, освіта вища, член Всеукраїнського об'єднання «Батьківщина» | 26.03.2006   | 31.10.2010      |
| Шевчук Раїса Миколаївна     | Сільський голова, 1967 року народження, освіта вища, член Всеукраїнського об'єднання «Батьківщина» | 31.10.2010   |                 |

Примітка: таблиця складена за даними сайту Верховної Ради України

### Депутати
За результатами місцевих виборів 2010 року депутатами ради стали:

#### За суб'єктами висування
| Суб'єкт висування                                       | Кількість обраних депутатів | %    |
| ------------------------------------------------------- | --------------------------- | ---- |
| Політична партія Всеукраїнське об'єднання «Батьківщина» | 15                          | 93,8 |
| Комуністична партія України                             | 1                           | 6,3  |

#### За округами
| № округу                                                | Прізвище, ім'я, по батькові    | Дата визнання обраним | Освіта  | Партійна приналежність                        | Відомості про обраного депутата                     |
| ------------------------------------------------------- | ------------------------------ | --------------------- | ------- | --------------------------------------------- | --------------------------------------------------- |
| Комуністична партія України                             |                                |                       |         |                                               |                                                     |
| 4                                                       | Кушнір Іван Серафимович        | 05.11.2010            | вища    | член Комуністичної партії України             | пенсіонер                                           |
| Політична партія Всеукраїнське об'єднання «Батьківщина» |                                |                       |         |                                               |                                                     |
| 1                                                       | Заболотний Віктор Миколайович  | 05.11.2010            | вища    | член Всеукраїнського об'єднання «Батьківщина» | приватний підприємець                               |
| 2                                                       | Матковський Василь Петрович    | 05.11.2010            | вища    | позапартійний                                 | Дністровська ГАЕС, начальник дільниці               |
| 3                                                       | Попова Світлана Іванівна       | 05.11.2010            | вища    | позапартійна                                  | приватний підприємець                               |
| 5                                                       | Наритник Людмила Михайлівна    | 05.11.2010            | вища    | член Всеукраїнського об'єднання «Батьківщина» | Ожівська сільська рада, секретар                    |
| 6                                                       | Шеверюк Анатолій Іванович      | 05.11.2010            | вища    | позапартійний                                 | Дністровська ГЕС, начальник дільниці                |
| 7                                                       | Костюк Тетяна Михайлівна       | 05.11.2010            | вища    | член Всеукраїнського об'єднання «Батьківщина» | Ожівська сільська рада, діловод                     |
| 8                                                       | Самараш Оксана Володимирівна   | 05.11.2010            | вища    | член Всеукраїнського об'єднання «Батьківщина» | Ожівський дошкільний навчальний заклад, завідувачка |
| 9                                                       | Шевчук Василь Петрович         | 05.11.2010            | середня | член Всеукраїнського об'єднання «Батьківщина» | тимчасово не працює                                 |
| 10                                                      | Ясінський Віктор Іванович      | 05.11.2010            | вища    | позапартійний                                 | Гідробуд, виконроб                                  |
| 11                                                      | Заболотний Віталій Миколайович | 05.11.2010            | середня | позапартійний                                 | тимчасово не працює                                 |
| 12                                                      | Федишена Лариса Миколаївна     | 05.11.2010            | середня | член Всеукраїнського об'єднання «Батьківщина» | Дитячий навчальний заклад, вихователь               |
| 13                                                      | Піфтор Любов Семенівна         | 05.11.2010            | середня | член Всеукраїнського об'єднання «Батьківщина» | Дністроелектросервіс, охоронець                     |
| 14                                                      | Мельник Раїса Василівна        | 05.11.2010            | середня | член Всеукраїнського об'єднання «Батьківщина» | тимчасово не працює                                 |
| 15                                                      | Бурлачук Віктор Олексійович    | 05.11.2010            | вища    | позапартійний                                 | приватний підприємець                               |
| 16                                                      | Кушнір Михайло Михайлович      | 05.11.2010            | середня | член Всеукраїнського об'єднання «Батьківщина» | приватний підприємець                               |